# Lichtflimmern
Das Lichtflimmern beschreibt Schwankungen in der Helligkeit eines elektrisch betriebenen Leuchtmittels, die durch Konstruktion des Leuchtmittels bedingt sind. Es ist von dem Begriff Flicker abzugrenzen, einer Leuchtdichteänderung durch ungewollte Schwankungen der Netzspannung. Im Englischen gibt es diese Begriffstrennung nicht, häufig wird Flimmern dort mit stroboscopic flicker bezeichnet.

## Allgemeines
Nach der Erfindung der ersten elektrischen Beleuchtung in Form der Kohlefadenlampe in der zweiten Hälfte des 19. Jahrhunderts und in späterer Folge deren Betrieb mit Wechselstrom wurde das Thema der Flimmerfreiheit und zeitlichen Gleichmäßigkeit des Lichts im „Handbuch der Lichttechnik“ im Jahr 1938 thematisiert. Elektrische Leuchtmittel wie Glühlampen oder Leuchtstoffröhren, welche direkt mit der Netz-Wechselspannung betrieben werden, flimmern mit der doppelten Netzfrequenz. Durch die thermische Trägheit ist das Flimmern bei Glühlampen geringer als bei Leuchtstofflampen und Kompaktleuchtstofflampen. Bei LED-Leuchtmitteln ist das optische Flimmern durch die Art der üblicherweise im Lampensockel integrierten Stromversorgung bestimmt: Technisch aufwändigere Schaltnetzteile erlauben einen flimmerfreien Betrieb der Leuchtdioden, wohingegen zum Beispiel insbesondere bei Kondensatornetzteilen starkes Flimmern auftreten kann.

## Wirkungsweise auf den Organismus
Sonnenlicht flimmert nicht, weshalb Lebewesen im Laufe der Evolution keine Maßnahmen zur Kompensation flimmernden Lichts entwickelt haben. Das Lichtflimmern belastet das Nervensystem insoweit, als dass im Extremfall (Stroboskop) die in schneller Folge wahrgenommenen Einzelbilder vom Gehirn in eine kontinuierliche Prozessabfolge umgewandelt werden müssen.
Auch dahingehende Täuschungen, dass sich kontinuierlich bewegende Objekte nicht als solche wahrgenommen werden, sind möglich, weswegen entsprechend stark flimmerndes Licht nach DIN EN 12464-1 zu vermeiden ist bzw. an bewegten Maschinen gefährlich ist und deshalb zu vermeiden ist. Die Wahrnehmungsträgheit des Sehens hängt mit der Geschwindigkeit der Informationsverarbeitung in der Netzhaut und dem Gehirn zusammen, was wiederum davon abhängt, wie stark diese Lebewesen darauf angewiesen sind, schnelle Bewegungen wahrzunehmen.
Die Flimmerfusionsfrequenz oder Flimmerverschmelzungsfrequenz ist die Frequenz, bei der eine Folge von Lichtblitzen als ein kontinuierliches Licht wahrgenommen wird. Sie gilt für Stillstand des Auges relativ zur Lichtquelle und hängt von weiteren Faktoren ab, wie Amplitude der Lichtmodulation, der mittleren Lichtintensität, Wellenlänge, der Position auf der Netzhaut, an der die Stimulation stattfindet, sowie dem Grad der Hell-Dunkel-Adaptation.
Bei 1 von 4000 Menschen bestehen Risiken durch Epilepsie-Anfälle im Frequenzbereich von 3 Hz bis 70 Hz, insbesondere 15 bis 20 Hz. Viel häufiger ist die Photosensibilität.
In der Literatur wird unterschieden zwischen:
- dem Stroboskopeffekt, bei dem das Auge in Ruhe ist und sich das Objekt im Stroboskoplicht bewegt (Wagenrad-Effekt)
- dem Perlschnureffekt oder Phantom Array Effect, bei dem das bewegende Auge eine Stroboskoplichtquelle oder ein von Stroboskoplicht beleuchtetes Objekt beobachtet.

Bei schnellen Augen- oder Objektbewegungen kann Lichtflimmern bis zu einer Frequenz von ca. 2000 Hz zu so genannten Perlschnur-Effekten (bei denen ein Netzhautabbild einer Lichtquelle als unterbrochene Linie wahrgenommen wird) oder stroboskopischen Effekten führen. Bezüglich „dynamischer“ Perlschnurverschmelzungsfrequenzen existiert eine Forschungslücke, das muss im Detail weiter wissenschaftlich untersucht werden. Nach DIN 12464-1 verursacht Flimmern Störungen und kann physiologische Effekte wie Kopfschmerzen hervorrufen. Stroboskopeffekte können gefährliche Situationen erzeugen, indem sie die Wahrnehmung rotierender oder sich hin und her bewegender Maschinenteile ändern.

## Messverfahren

### Messgeräte
Einer V-Lambda-korrigierte Fotodiode beschränkt das Messlicht auf den sichtbaren Lichtanteil unter Berücksichtigung der Hellempfindlichkeit des Auges. Sie wird an einem Transimpedanzverstärker betrieben. So entsteht eine lichtproportionale Spannung, die an einem Oszilloskop angezeigt und bewertet werden kann.
Ein Analog-Digital-Umsetzer kann dazu dienen, den Lichtverlauf in einem Computer auszuwerten. Mit einer Abtastfrequenz von beispielsweise 200 kHz und einem Dynamikumfang von beispielsweise 12 Bit (1:4000) erfasst ein Messgerät zum Beispiel 50 ms bis zu 10 Sekunden, um auch Flicker mit niedriger Frequenz <1 Hz messen zu können.
Ein -Tiefpass-Filter dient ggf. der Einhaltung des Abtasttheorems (Nyquistfrequenz), abhängig von der Abtastfrequenz der digitalen Datenerfassung (Antialiasing): elektronische Vorschaltgeräte, die beispielsweise mit etwa 48 kHz arbeiten, könnten sonst Artefakte verursachen.

### Berechnungsverfahren
Es gibt verschiedene Bestrebungen, das Lichtflimmern zu messen, wobei für einen sinnvollen Messwert (Berücksichtigung o. g. Wirkungsweisen auf den Organismus) verschiedene Details einzukalkulieren sind:
- Wechselamplitude relativ zum Gleichanteil des Lichts und Kontrast von dunkelstem zu hellstem Wert
- Flimmergrundfrequenz
- Kurvenform (Frequenzanteile)
- Stroboskopeffekt (Anteile völliger Dunkelheit), (phantom array effect[6]), Perlschnureffekt[7]
- Menschliche Wahrnehmungsschwelle abhängig von Amplituden und Flimmerfrequenzen
- Betriebsarten (gedimmt, ungedimmt)

#### Berechnungsverfahren im Zeitbereich
Im Zeitbereich durchgeführte Analysen werten die in kurzen Abständen gemessene Helligkeit aus und geben Kontrastverhältnisse an.

##### Kontrastmethode (Wechselanteil)
Die Firmen Admesy B.V. und CHROMA ATE INC beschreiben damit ein Verfahren, welches den Wechselanteil (Max−Min oder RMS nach Abzug des Gleichanteils) der Lichtemission zum Gleichanteil (Mittelwert oder ½Max+½Min) ins Verhältnis setzt. Teilweise wird dieses Verhältnis in Dezibel angegeben. Teilweise wird die Höhe der Grundfrequenz berücksichtigt, z. B. minus 12 dB bei 50 Hz.

##### Berechnung nach IESNA
Das etwas verbreitete Messverfahren nach IES: RP-16-10 ergibt 2 Messwerte: 1. Das Flimmern in Prozent (Percent Flicker; %Flicker) und 2. der Flimmerindex (Flicker Index). Die Korrelation von %Flicker mit dem Flicker Index ändert sich mit der Kurvenform. Der Stroboskopeffekt ist feststellbar, wenn der %Flicker 100 % erreicht hat, was jedoch keine Aussage über dessen Intensität (Tastverhältnis) erlaubt. Wie die beiden nur in Kombination angewendeten Werte letztlich auf einen Flimmerwert schließen lassen, ist für den Anwender nicht transparent. Eine Smartphone-App von Viso Systems verwendet diese Berechnung, aber sie hat entscheidende Nachteile, die zu Fehlmessungen und damit zu Fehlentscheidungen führen können:
Lampen mit elektronischen Vorschaltgeräten werden zu niedrig abgetastet (Verletzung des Abtasttheorems), wie die beiden Werte gemeinsam zu einer gut/schlecht-Entscheidung führen, ist nicht dokumentiert.
Darüber hinaus werden bei der Berechnung nach IES: RP-16-10 weder die für die Wahrnehmbarkeit wichtige Flimmergrundfrequenz noch die Betriebsarten berücksichtigt.

#### Berechnungsverfahren im Frequenzbereich
Für die Auswertung im Frequenzbereich wird das Messsignal einer Fourier-Transformation unterzogen und mit seinen Frequenzanteilen und deren Amplituden dargestellt. Es entsteht ein Spektrum, die Flimmergrundfrequenz und weitere Frequenzkomponenten bei nicht sinusförmigen Verlauf gehen in die Berechnung ein.

##### JEITA- und VESA-Methode
Für die JEITA-Methode wenden die Firmen Admesy B.V. und CHROMA ATE INC nach der Zerlegung der Kurve in seine Frequenzanteile eine frequenzabhängige Bewertungskennlinie an, die alle Frequenzen ≥ 65 Hz mit 0 bewertet. Die resultierende höchste Einzelamplitude bestimmt die Flimmerfrequenz und die Flimmeramplitude.
Der VESA-Wert liegt wegen der Quadrierung der einzelnen FFT-Amplituden um den 3,01 dB höher. Durch die Einbeziehung von nur einer Frequenz von max. 65 Hz bleiben Kurvenformen und das Hauptproblem des Flimmerns mit der doppelten Netzfrequenz, der Stroboskopeffekt (phantom array effect) und der Perlschnureffekt unberücksichtigt.

##### Berechnung nach LRC
Die Gruppe ASSIST des Lighting Research Center wendet auf die mit 2 kHz abgetasteten Werte die Diskrete Fourier-Transformation an. Die gewonnenen Frequenzanteile werden nach einer Kennlinie bewertet, die sich an die Flimmerfusionsfrequenz anlehnt. Aus der Bildung des Effektivwertes (quadratischer Mittelwert) der bewerteten Frequenzanteile entsteht ein sog. „metrischer Wert“. Dieser wiederum wird einer weiteren Bewertungsformel unterzogen, aus der die Nachweiswahrscheinlichkeit des Flimmerns in Prozent angegeben wird. Durch die Wahl der nach oben begrenzten Flimmerfusionsfrequenz von 70 Hz bleiben das Hauptproblem des Flimmerns mit der doppelten Netzfrequenz, der Stroboskopeffekt (phantom array effect) und der Perlschnureffekt unberücksichtigt.

##### Berechnung als CFD
Der Kompaktflimmergrad Compact Flicker Degree wendet auf die mit min. 20 kHz für 1 s abgetasteten Einzelwerte die Diskrete Fourier-Transformation an und bewertet die Frequenzanteile frequenzabhängig. Der quadratische Mittelwert aller bewerteten Frequenzanteile bildet den CFD-Messwert als Prozent-Einheit. Dimmbare Leuchtmittel werden mit 25 % der maximalen Lichtemission ein zweites Mal vermessen und der höhere (schlechtere) von beiden (gedimmt, ungedimmt) gilt als Endwert. Durch den großen Frequenzbereich für die frequenzabhängige Bewertung werden alle bekannten auf Menschen wirksamen Effekte berücksichtigt (z. B. gilt Stroboskoplicht mit 2 kHz lange nicht als flimmerfrei). Eine 5-stufige Kategorisierung nach dem Ampelverfahren ermöglicht Kennzeichnung und Beurteilung.

##### Berechnung als PstLM und SVM
Der Parameter PstLM beschreibt den kurzfristigen (short term) Wert des Lichtflimmerns. Dieser beschreibt die Wahrscheinlichkeit, dass ein Flimmern wahrgenommen wird und wird so normiert, dass bei PstLM=1 dies mit einer Wahrscheinlichkeit von 50 % passiert.
Die Sichtbarkeit des Stroboskopeffektes kann durch den Parameter SVM (stroboscopic visibility measure) ausgedrückt werden. So liegt „die Sichtbarkeitsschwelle für einen durchschnittlichen Beobachter“ bei SVM=1.
Diese Komponenten werden von der CIE (Internationale Beleuchtungskommission) unter dem Begriff Temporal Light Artifacts (TLA) zusammengefasst.
- der Frequenzbereich bis 80 Hz wird durch den PstLM basierend auf IEC/TR 61547-1[20], IEC 61000-4-15 und IEC/EN 61000-3-3 abgedeckt.
- den Frequenzbereich ab 80 Hz bis 2 kHz deckt der SVM gemäß CIE TN 006:2016[21] ab (Diskrete Fourier-Transformation und frequenzabhängige Gewichtung).

Die SVM-Messmethode (Stroboscopic Effect Visibility Measure) erfasst auch das Flimmern mit der doppelten Netzfrequenz. Nachteilig ist die notwendige Kommunikation zweier Werte, um zu einer Gesamtaussage über das Flimmern einer Lichtquelle zu kommen.

## Grenzwerte
Die EU hat am 5. Dezember 2019 die neue Verordnung (EU) Nr. 2019/2020 mit Anforderungen an die umweltgerechte Gestaltung von Beleuchtungsprodukten auf Grundlage eines Beschlusses der EU-Mitgliedstaaten vom 17. Dezember 2018 veröffentlicht. Dieser im September 2021 in Kraft tretenden VO zufolge müssen LED-Lichtquellen – sowohl anorganische (ALED) als auch organische (OLED) – bei Volllast folgende Anforderungen einhalten: PstLM ≤ 1,0 und SVM ≤ 0,4.
Bis dahin ist normativ kein Messverfahren für das Lichtflimmern festgelegt, entsprechend fehlt es an numerischen Grenzwerten, die je nach Anwendung festzulegen sind. Nach DIN EN 12464-1 sollen Beleuchtungssysteme so ausgelegt werden, dass Flimmern und Stroboskopeffekte vermieden werden. Die Energy-Star-Vorgabe, die am 30. September 2014 in Kraft getreten ist, legt beispielsweise fest, dass der maximale Flimmeranteil und Flimmerindex angegeben werden müssen. Die Alliance for Solid-State Illumination Systems and Technologies (ASSIST) wiederum betrachtet bei 100 Hz einen Flimmeranteil von mehr als 20 % als nicht mehr akzeptabel, bei 120 Hz von über 30 %. In einem einzelnen Prozentwert bewertet der CFD das Lichtflimmern unter 1 % als „flimmerfrei“, bis 12,5 % als „flimmerarm“ (wie die Glühbirne), bis 25 % als „akzeptabel“ und bei über 50 % liegt man außerhalb der Empfehlung nach DIN EN 12464-1.

## Ursachen und Maßnahmen
Die Ursachen des Lichtflimmerns und Maßnahmen zur Abhilfe unterscheiden sich bei den einzelnen Leuchtmitteltechnologien. Das Lichtflimmern kann völlig eliminiert werden, indem das Leuchtelement mit Gleichspannung versorgt wird. Es kann vermindert werden, indem die Frequenz des Lichtflimmerns so hoch gewählt wird (größer als ca. 30 kHz), dass das Nervensystem des sehenden Lebewesens, welches sich entweder in Ruhe oder in Bewegung relativ zur Lichtquelle befindet, aufgrund seiner physischen Eigenschaften das Flimmern nicht wahrnehmen kann.
Die Technologien zur Erzeugung künstlichen Lichts unterscheiden sich hinsichtlich des Flimmerns:

### Glühlampe
Bei einer Glühlampe dämpft die thermische Trägheit der Glühwendel deren Temperaturschwankungen und folglich die Intensitätsschwankungen  des emittierten Lichtes. Die Lichtaussendung ist jedoch sehr stark temperaturabhängig und daher reagieren Glühlampen stark auf Flicker.
Flimmern ist bei Glühlampen an Wechselspannung (50 bis 60 Hz) beziehungsweise an elektronischen Niedervolt-Halogentrafos vergleichsweise gering und weich. Im Bereich des Nulldurchgangs der speisenden Spannung  fließt in beiden Fällen kein Strom und die Wendel kühlt etwas ab, was eine Lichtflimmeramplitude von etwa 5…20 % verursacht. Je höher der Nennstrom, desto geringer ist das Flimmern. Das Flimmern hat aufgrund der thermischen Trägheit Sinusform. Negative Einflüsse dieses Flimmerns auf die Gesundheit des Menschen und auf Arbeitsplätze an bewegten Maschinen sind nicht bekannt.

### Leuchtstofflampen

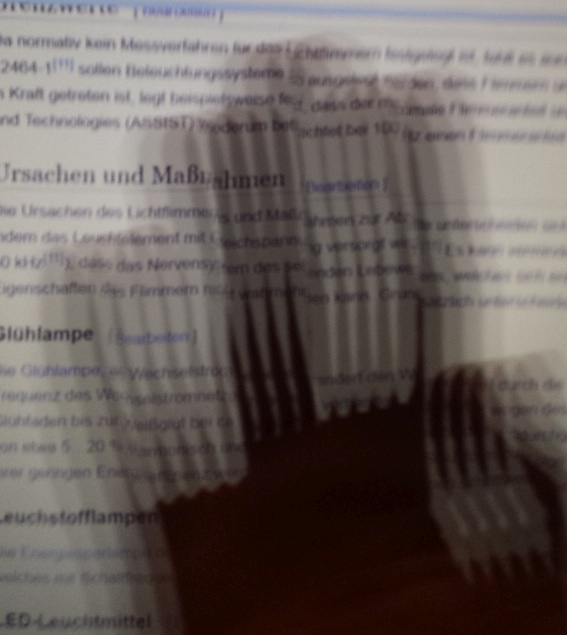
Laptopdisplay mit LED-Hintergrundbeleuchtung, dessen Helligkeit gedimmt wurde oder im energiesparenden Flimmermodus arbeitet. Vor dem Bildschirm bewegte Hand illustriert die Flimmerfrequenz von zirka 167 Hz

Leuchtstofflampen können unterteilt werden:
- Energiesparlampe oder Kompaktleuchtstofflampe: das elektronische Vorschaltgerät arbeitet mit Schaltfrequenzen von etwa 40 kHz. Je nach Innenaufbau flimmern die Lampen mehr oder weniger mit 100 Hz. Kompaktleuchtstofflampen haben meist weniger Flimmeranteile als Leuchtstofflampen mit konventionellem Vorschaltgerät.
- Leuchtstofflampen mit konventionellem Vorschaltgerät (KVG): starkes 100-Hz-Flimmern. In den Nulldurchgängen leuchtet der gelbe Leuchtstoff nach und mindert das Flimmern etwas. Ältere Lampen können 50-Hz-Flimmeranteile zeigen.
- Leuchtstofflampen mit elektronischem Vorschaltgerät (EVG) sind oft flimmerfrei. Dieses arbeitet mit einer Frequenz von > 30000 Hz aus dem gleichgerichteten und geglätteten Netz.
- Kaltkathodenlampen werden teilweise zur Hintergrundbeleuchtung (backlight) von LCD-Fernsehern und -Monitoren eingesetzt und flimmern dort prinzipiell nicht (hohe Wandlerfrequenz), werden jedoch mittels Pulsweitenmodulation mit Frequenzen oberhalb 100 Hz gedimmt. Bei Leuchtreklame hängt das Flimmern davon ab, ob ein elektronischer Transverter oder ein Streufeldtransformator eingesetzt wird. Letztere führen zu starkem Flimmern, erstere nicht.

### Hochdrucklampen
Natriumdampflampen, Quecksilberdampf-Hochdrucklampen und Halogen-Metalldampflampen flimmern je nach Vorschaltgerät stark bis wenig – je nachdem ob sie an einem konventionellen Drossel-Vorschaltgerät oder einem elektronischen Vorschaltgerät betrieben werden.
Höchstdrucklampen (Xenon-Bogenlampen in Filmprojektoren und Scheinwerfern, Quecksilberdampf-Höchstdrucklampen) werden mit Gleichstrom betrieben. Das Flimmern hängt von der Güte der Glättung im Netzteil ab.

### LED-Leuchtmittel
Das von einer LED produzierte Licht folgt sehr schnell und proportional dem Strom, der durch sie fließt. Die Dämpfung des Leuchtstoffes von weißen LED ist meist irrelevant. Um Flimmern zu vermeiden, ist daher der Betrieb mit Konstantstrom oder ausreichend hochfrequenter Pulsdauermodulation (PWM) notwendig. Es spielt dabei zunächst keine Rolle, ob es sich beim Vorschaltgerät um eine einfache oder komplizierte elektronische Schaltung handelt – der flimmerfreie Betrieb erfordert vielmehr einen Glättungskondensator, der die sinusförmig verlaufende Netzspannung mit der in ihm gespeicherten Energie konstant halten kann. Solche Elektrolytkondensatoren sind teuer, hitzeempfindlich und groß.
Je nach Vorschaltgerät treten bei Retrofit-Lampen Lichtmodulationen mit Modulationsgraden von < 1…100 % auf. Die relevante Grundfrequenz ist die doppelte Netzfrequenz, im europäischen Stromnetz daher 100 Hz.

## Kennzeichnungen im Handel
Die EU hat am 5. Dezember 2019 die neue Verordnung (EU) Nr. 2019/2015 mit Anforderungen an die Energieverbrauchskennzeichnung von Lichtquellen veröffentlicht. Dieser VO zufolge müssen die beiden Werte PstLM und SVM ab März 2021 in die Produktdatenbank eingetragen sein.
Bis dahin ist es für den Endverbraucher oder Händler bzw. Inverkehrbringer nicht möglich, im ausgeschalteten Zustand flimmerfreie von extrem flimmernden Leuchtmitteln zu unterscheiden. Erst nach dem Kauf stellt der Endverbraucher ggf. fest, ob es sich um ein stark flimmerndes Produkt handelt oder nicht. Da wie oben gezeigt das Lichtflimmern bei 100 Hz individuell stark unterschiedlich wahrgenommen wird, gibt es auch in Online-Rezensionen zu den Produkten sehr unterschiedliche Aussagen.